# Turia (Covasna)
Turia (in ungherese Torja) è un comune della Romania di 3799 abitanti, ubicato nel distretto di Covasna, nella regione storica della Transilvania.
Il comune è formato dall'unione di 2 villaggi: Alungeni e Turia.